# كريستوفر سكوت
كريستوفر سكوت (بالإنجليزية: Christopher Scott)‏ هو لاعب كرة قدم أسترالي، ولد في 29 أكتوبر 1968 في غمبيا في أستراليا.